# Домінік Перселл
Домінік Хаакон Міртведт Перселл (англ. Dominic Haakon Myrtvedt Purcell, нар. 17 лютого 1970 Мерсісайд, Англія, Велика Британія)  — австралійський актор, більшість ролей зіграв в Сполучених Штатах. У зв'язку з походженням матері з Ірландії він має подвійне громадянство. Став популярним після виконання ролі Лінкольна Барроуза в серіалі Втеча з в'язниці, і головної ролі в серіалі Джон Доу.

## Біографія

### Дитинство
Домінік Перселл народився 17 лютого 1970 року в Англії в сім'ї норвежця та ірландки. Коли майбутній зірці виповнилося два роки батьки переїжджають в Австралію у передмістя Сіднея.

### Кар'єра
Залишивши школу Перселл почав працювати садівником, але після перегляду фільму Взвод, він твердо вирішує стати актором. Проте ці плани були відкладені на деякий час.
Навчання акторської майстерності Домінік розпочинає в Австралійському театрі для молоді, а пізніше поступає в Західну Австралійську академію виконавського мистецтва, де зустрічає майбутню дружину Ребеку.
Кар'єру актора Перселл розпочинає у 1997 році виконавши роль Гренжера Хаттона в австралійському серіалі Радіобум. Пізніше він знімається в епізодах різноманітних серіалів (Водяні щурі, Школа розбитих сердець). Але у 2000 році його помічають шукачі талантів з Голлівуду і запрошують зніматися в Америці. У 2002 році актор знімається в серіалі Джон Доу, в якому виконує головну роль. Після успішного для себе старту в Голлівуді актор грає ролі в багатьох серіалах та фільмах, найпомітнішими з яких можна назвати ролі Шеймуса в Еквілібріумі та Дрейка у фільмі Блейд: Трійця. Проте у 2005 році його запрошують зіграти Лінкольна Барроуза в серіалі Втеча з в'язниці і саме ця роль робить Домініка зіркою Голлівуду.

### Особисте життя
У 1998 році він одружується на Ребеці Вільямсон. У 1999 році в них народжується первісток Джозеф. Вигравши у 2000 році лотерею Green Card, Домінік Перселл із сім'єю переїжджає в США, де у молодої сім'ї з'являються ще троє дітей: Одрі (нар. 2001) та близнюки Лілі-Роуз та Оґастес (нар. 2003). Проте сімейне щастя тривало недовго і 21 жовтня 2007 року Перселл розлучається з дружиною.
З червня 2022 року він у стосунках із Тіш Сайрус . Пара одружилася в серпні 2023 року. Перселл є вітчимом Бренді, Трейса, Брейсона, Ноа та Майлі Сайрус.

## Фільмографія
| Рік         | Назва українською мовою          | Назва мовою оригіналу         | Роль                              | Нотатки                             |
| ----------- | -------------------------------- | ----------------------------- | --------------------------------- | ----------------------------------- |
| 1997 −1998  | Радіобум                         | Raw FM                        | Гренжер Хаттон                    | серіал                              |
| 1998        | Водяні щурі                      | Water Rats                    | Алекс                             | 3 сезон серіалу: епізоди 12-13      |
| 1998        | Мобі Дік                         | Moby-Dick                     | Балкінгтон                        | Мінісеріал                          |
| 1999        | Школа розбитих сердець           | Heartbreak High               | Тод Гілеспі                       | 7 сезон серіалу: епізоди 38-40      |
| 1999        | Перша дочка                      | First Daughter                | Трой Нельсон                      | Телевізійний фільм                  |
| 1999        | Безмовний хижак                  | Silent Predator               | Водій вантажівки                  | Телевізійний фільм                  |
| 2000        | Місія нездійсненна 2             | Mission: Impossible II        | Ульріх                            | Художній фільм                      |
| 2001        | Непереможний                     | Invincible                    | Кейт Грейді                       | Телевізійний фільм                  |
| 2001        | Володар звірів                   | BeastMaster                   | Келб                              | 3 сезон серіалу: епізоди: 01-04, 06 |
| 2001        | Загублений світ                  | The Lost World                | Конділлак                         | 3 сезон серіалу: епізод: 02         |
| 2002        | Еквілібріум                      | Equilibrium                   | Шеймус                            | Художній фільм                      |
| 2002 — 2003 | Джон Доу                         | John Doe                      | Джон Доу                          | серіал                              |
| 2003        | 3-way                            | 3-way                         | Лью                               | Художній фільм                      |
| 2003        | Відвідувачі                      | Visitors                      | Люк                               | Художній фільм                      |
| 2004        | Доктор Хаус                      | House M.D.                    | Ед Сноу                           | 1 сезон серіалу: епізод 07          |
| 2004        | Блейд: Трійця                    | Blade: Trinity                | Дрейк                             | Художній фільм                      |
| 2005        | Спаклюжувачі могил               | The Gravedancers              | Харріс МакКей                     | Художній фільм                      |
| 2005        | North Shore                      | North Shore                   | Томмі Раветто                     | 1 сезон серіалу: епізоди 16-20      |
| 2005 — 2009 | Втеча з в'язниці                 | Prison break                  | Лінкольн Барроуз                  | Серіал                              |
| 2007        | Сьомий рівень                    | Level Seven                   | Міллар                            | Художній фільм                      |
| 2007        | Первісне зло                     | Primeval                      | Тім Манфрей                       | Художній фільм                      |
| 2009        | Затока                           | Creek                         | Віктор Маршалл                    | Художній фільм                      |
| 2009        | Втеча з в'язниці: Фінальна втеча | Prison break: The Final Break | Лінкольн Барроуз                  | Художній фільм                      |
| 2013        | Крижані солдати                  | Ice Soldiers                  | Ендрю Мальро                      | Художній фільм                      |
| 2016        | Легенди завтрашнього дня         | Legends of Tomorrow           | Мік Рорі / Теплова Хвиля / Хронос | Телесеріал                          |
| 2017        | Супердівчина                     | Supergirl                     | Мік Рорі / Теплова Хвиля / Хронос | Телесеріал                          |
| 2017        | Стріла                           | Arrow                         | Мік Рорі / Теплова Хвиля / Хронос | Телесеріал                          |
| 2019        | Бетвумен                         | Batwoman                      | Мік Рорі / Теплова Хвиля / Хронос | Телесеріал                          |
| 2021        | Криваво-червоне небо             | Blood Red Sky                 | Берг                              | Фільм                               |
| 2023        | Місія асасина                    | Assassin                      | Адріан                            | Фільм                               |